# Alon Mizrahi
Pour les articles homonymes, voir Mizrahi.
Alon Mizrahi (hébreu : אלון מזרחי), né le 22 novembre 1971 à Tel Aviv en Israël, est un joueur de football israélien, qui évoluait au poste d'attaquant.
Surnommé l'Avion (en référence au geste qu'il effectuait lorsqu'il marque un but), Mizrahi est le meilleur buteur le l'histoire du football israélien.

## Records
- Mizrahi fut le meilleur buteur de la Coupe d'Europe des vainqueurs de coupe 1993-94 et 1998-99[1].
- En août 2004, Alon Mizrahi a inscrit 206 buts en D1 israélienne, battant le record du légendaire attaquant israélien Oded Machnes et devenant le meilleur buteur de l'histoire du championnat.
- Mizrahi a maintenu un rythme d'environ un but tous les deux matchs durant sa carrière.
- Mizrahi a fini quatre fois meilleur buteur du championnat d'Israël, deux fois avec Bnei-Yehouda et deux fois avec Maccabi Haïfa.
- Mizrahi a remporté deux championnat israéliens (1 avec Bnei-Yehouda, 1 avec Maccabi Haïfa), 2 coupes (avec Maccabi Haïfa) et a participé à deux Coupe d'Europe des vainqueurs de coupe (avec Maccabi Haïfa).
- Mizrahi a inscrit 28 buts lors de la saison 1993-1994 avec le Maccabi Haïfa. Il s'agit d'un record israélien du plus de buts en une saison.
- Mizrahi a joué 37 matchs et inscrit 17 buts avec l'équipe d'Israël de football.
- Mizrahi a inscrit 15 buts en compétition européenne.
- Il marque pour le premier match de l'histoire de la sélection de l'Équipe d'Israël de beach soccer lors d'une victoire 6-5 sur l'Angleterre[2].

## Phrases célèbres
Certaines phrases provocatrices ou amusantes de Mizrahi dites en conférence de presse ou en interview restèrent célèbres et sujettes à moquerie, certains le considérant comme le cliché du footballeur stupide[réf. nécessaire] :
- « Je n'ai rien à prouver et je l'ai prouvé aujourd'hui sur le terrain. »
- « Je veux jouer dans une équipe en Europe ou en Espagne. »
- « Tous les deux matchs, j'ai une moyenne d'un but par match. »
- « L'AS Roma a de grandes chances de remporter la Ligue des champions cette année, surtout s'ils continuent leur actuelle grande forme de l'année dernière. »
- « Le match fut joué intelligemment. C'était même une stratégie ! »
- « Pour rester en course, nous devons battre toutes les équipes du championnat, et surtout les prochaines contre qui nous allons jouer. »
- « Je ne raccroche pas les crampons, je prends juste ma retraite. »
- « Cela me surprend que les toutes les équipes dans les 16 dernières restantes soient européennes. » (à propos de l'Euro 2004)

Finalement, Mizrahi sera la « star » d'une série de livres intitulés « HuTsa Me'HeKshero » (hébreu : הוצא מהקשרו, « Sortis du contexte »), qui est une collection de citations de sportifs israéliens où du sport en Israël. Ces livres rencontrèrent un grand succès en Israël.
Mizrahi déclarera plus tard à propos des blagues faites à son encontre : 
- « Finalement, les gens se souviendront plus des buts que j'ai inscrits, que des choses que j'ai dites. »

Ce livre de moquerie concernant Mizrahi est similaire au même type de livre en Italie se moquant de Francesco Totti.